# Джованні Верга
Джованні Верґа (італ. Giovanni Verga, нар. 2 вересня 1840, Катанія — пом. 27 січня 1922, там само) — італійський письменник-реаліст, широко відомий романами, що описують життя на Сицилії, передусім романом «Малаволья» (італ. I Malavoglia) та збіркою оповідань «Життя серед полів» (італ. Vita dei Campi).

## Біографія
Виходець із заможної, культурної родини аристократичного походження, він виховувався в атмосфері, відкритій для нових ідей. Вивчав право, а потім був покликаний до Національної гвардії для придушення аграрних заворушень, спричинених рухом Гарібальді. Він почав писати історичні та патріотичні романи.
У 1869 році він виїхав з Катанії на північ і оселився у Флоренції, тодішній столиці Італійського королівства. Тут він часто відвідував письменників та літературні салони, де познайомився з Еміліо Прага, Федеріко Де Роберто, Камілло та Арріґо Бойто та іншими. Нещаслива пристрасть відвернула його від шлюбу, і він почав працювати над двома романами. «Історія капітана» (італ. Storia di una capinera) була опублікована в 1871 році, але не мала великого успіху. У 1872 році він залишив Флоренцію й оселився в Мілані, хоча регулярно відвідував Сицилію. Він відкрив для себе Флобера і французький натуралізм, що змінило його уявлення про літературу. Його роман «Єва» (італ. Eva) був опублікований у 1873 році. Він мав великий успіх, але його звинуватили в аморальності. У 1878 році він розпочав амбітний проєкт циклу романів «I Vinti» (укр. Переможені). Але з п'яти запланованих томів він врешті-решт написав лише два: «I Malavoglia» у 1881 році та «Mastro don Gesualdo» у 1889 році. У 1882 році він познайомився з Емілем Золя під час подорожі до Франції. Він також опублікував кілька оповідань, «Vita dei campi» (1880), «Novelle rusticane» (1883) та п'єси, зокрема «Cavalleria Rusticana» і «La Lupa». У 1893 році він назавжди переїхав до Катанії, де й помер у 1922 році.

## Творчість
У центрі уваги Джованні Верґи — «vinti dalla vita» (італ. переможені життям). Письменник морально підтримує мужню відвагу, з якою смиренні зустрічають життя.
Верга описує «l'ideale dell'ostrica» (італ. устричний ідеал), прив'язаність до місця свого народження та давніх звичаїв, покірність суворому, іноді нелюдському життю та глибоке усвідомлення того, що це закрите, архаїчне і часто вузьколобе суспільство є єдиним захистом від нового, що приходить ззовні і яке людина не готова прийняти, впертість у протистоянні перешкодам попри все, вірність простим почуттям і старим цінностям, жорстке уявлення про сімейні ієрархії, архаїчне почуття честі, усвідомлення того, що той, хто відрікається від усього цього, приречений на поразку, оскільки прогрес з'їдає тих, кого він приваблює, якщо вони не готові до нього жити.
Це мужнє бачення є песимістичним і трагічним, оскільки Верґа, у позитивістському сенсі, не вірить у Провидіння, і Бог відсутній у його книгах, але він також не вірить у краще майбутнє, яке можна завоювати на землі людською силою.
Відкриття людяності нижчих класів та аналіз негативних аспектів прогресу привели Верґу до песимістичного погляду на сьогодення і майбутнє, що змусило його критикувати соціальні несправедливості.

## Галерея

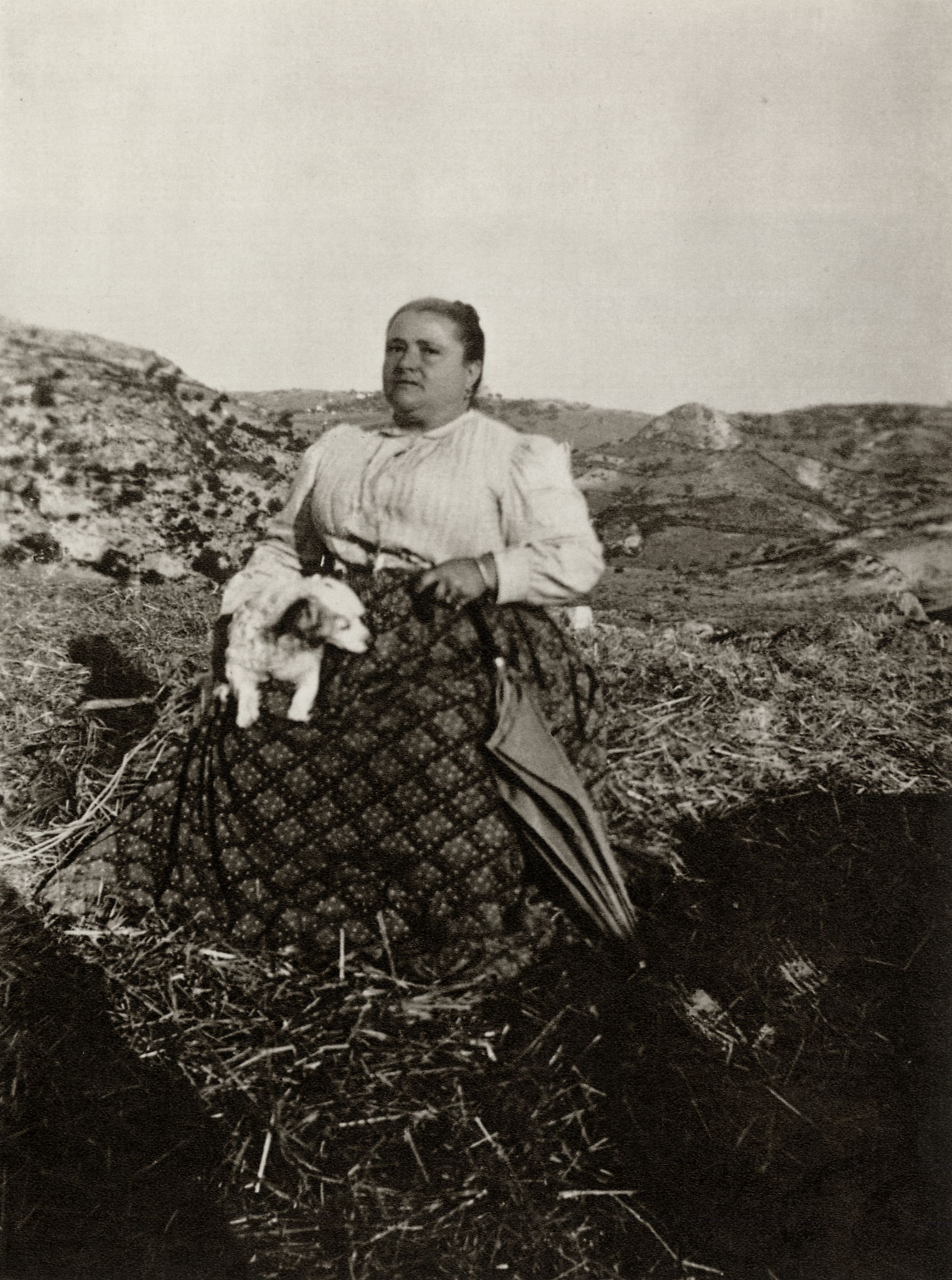
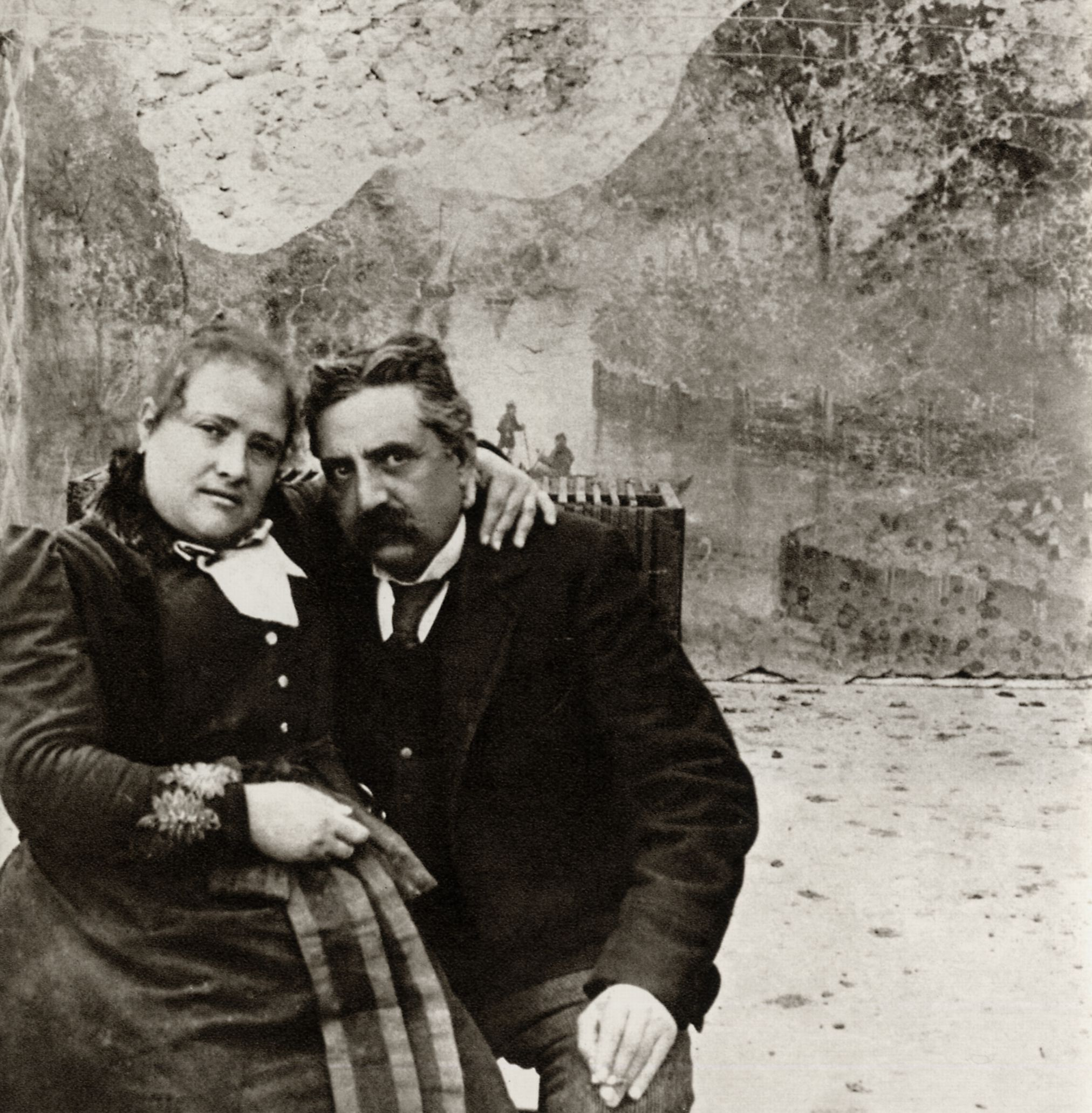
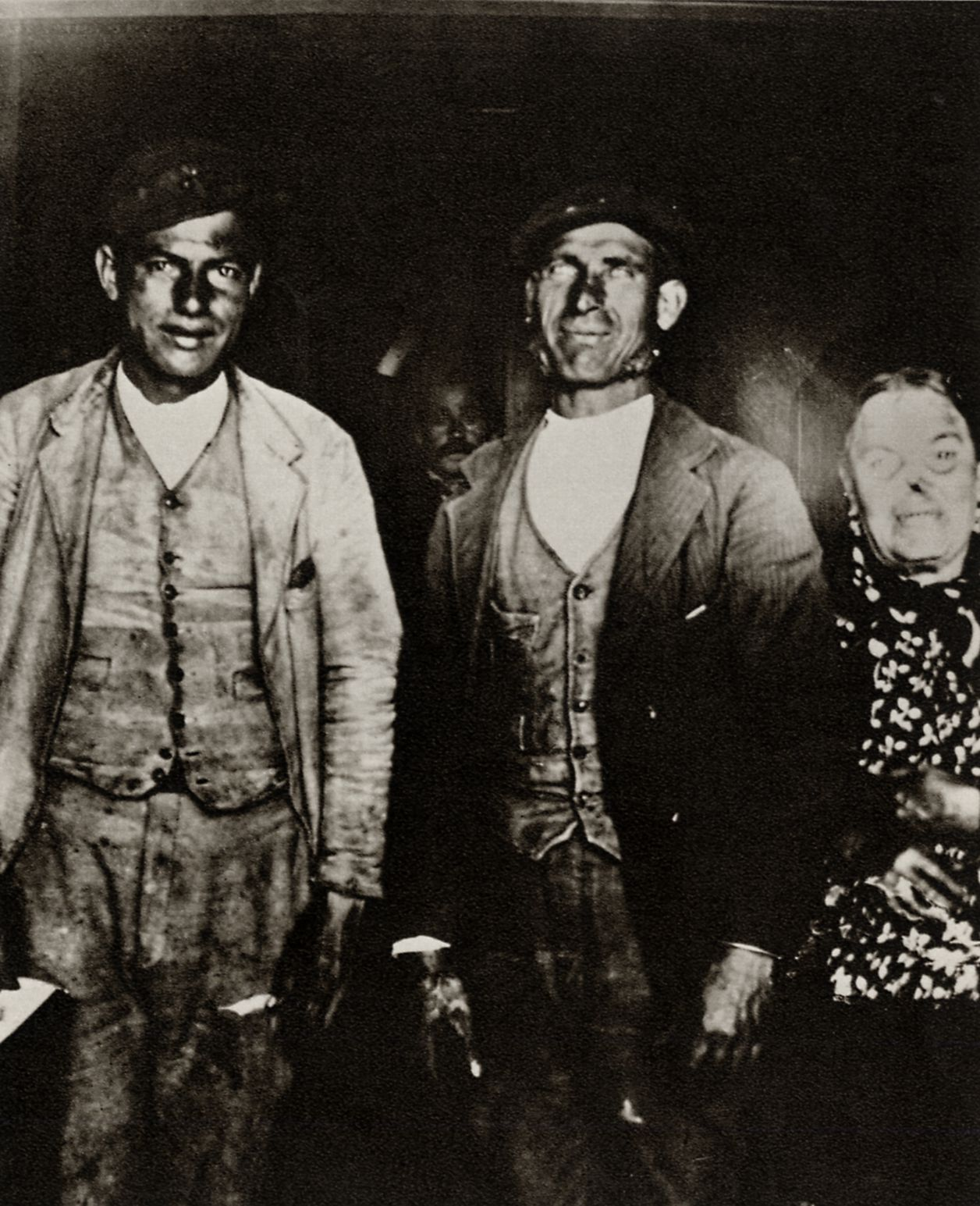
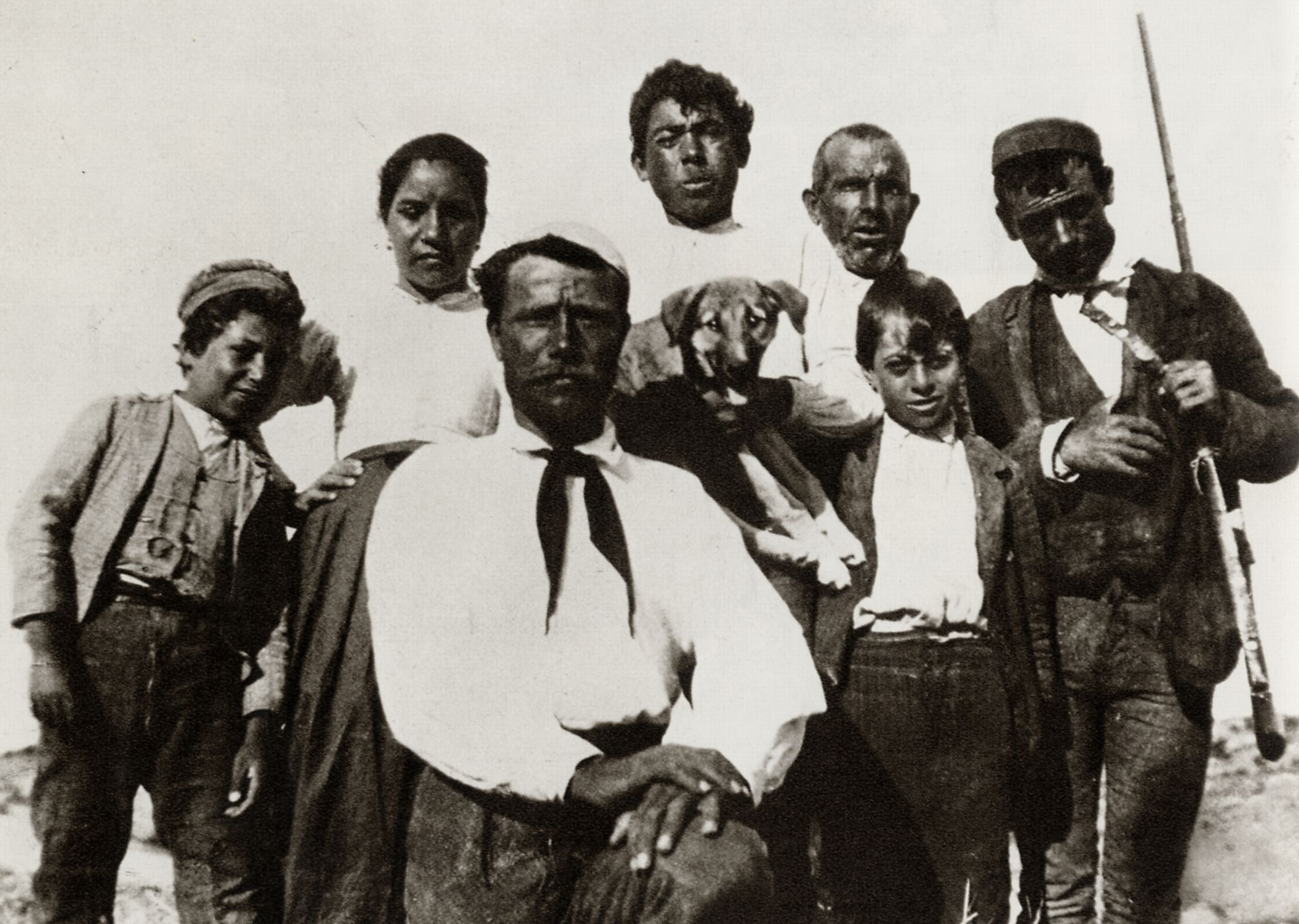